# Округ Мидлсекс (Масачусетс)
Мидлсекс (енгл. Middlesex County) је округ у америчкој савезној држави Масачусетс.

## Демографија
По попису из 2010. године број становника је 1.503.085, што је 37.689 (2,6%) становника више него 2000. године.
| Група             | 2000.             | 2010.             |
| Белци             | 1.224.771 (83,6%) | 1.150.251 (76,5%) |
| Афроамериканци    | 49.310 (3,4%)     | 70.021 (4,7%)     |
| Азијати           | 91.685 (6,3%)     | 139.943 (9,3%)    |
| Хиспаноамериканци | 66.707 (4,6%)     | 98.350 (6,5%)     |
| Укупно            | 1.465.396         | 1.503.085         |